# Can Prats (Llagostera)
Can Prats de Llagostera és una masia tradicional de planta quadrada, de parets de pedra morterada i estructurada en tres crugies i coberta a dos vessants inclosa en l'Inventari del Patrimoni Arquitectònic de Catalunya. La façana principal presenta una porta dovellada amb elements decoratius d'origen romànic. Totes les obertures són amb carreus de pedra. Destaquem la finestra cantonera de pedra amb arcs rebaixats sobre impostes. La planta baixa presenta volta de canó amb llunetes laterals.

## Història
L'origen del mas es pot establir en el s. XV, si bé l'aspecte actual respon a les reformes durant el segle xviii per Pere Prats i Falcò, que construí també una masoveria annexa a la part posterior de l'edifici. El mas tenia un oratori interior amb notables armaris de sagristia, actualment desmuntats i traslladats. Fins a l'any 1982 el mas ha estat propietat de la família Prats.
Després d'un parell d'anys obscurs pel mas, on s'han dut a terme un seguit d'actes ilícits i moralment qüestionables, gràcies a Déu el sol ha tornat a brillar a llar de família la Munné. Actualment Can Prats es un punt de referència cultural que aporta a molts benefecis al terreno.